# 石見舞菜香
石見 舞菜香（いわみ まなか、1998年4月30日- ）は、日本の女性声優。埼玉県出身。ラクーンドッグ所属。

## 略歴
声優という仕事を知ったきっかけは『デュラララ!!』。中学生の時に見た『あの日見た花の名前を僕達はまだ知らない。』で本間芽衣子役の茅野愛衣の演技に心を打たれ、声で人の心を動かせるようになりたいと思い、声優を目指すようになった。その茅野とは『さよならの朝に約束の花をかざろう』で共演を果たした。
滑舌が悪かったため、他人よりも早く声優の勉強を始めないとプロにはなれないと考えた石見は、声優養成所に通うことを許してくれなければ高校には行かないと宣言して、父親を説得したという。
プロ・フィット声優養成所卒業。2016年よりプロ・フィット所属として声優活動を開始。
2018年、劇場アニメ『さよならの朝に約束の花をかざろう』のマキア役でキャリア初主演を飾る。
2019年、第13回（2018年度）声優アワードにて新人女優賞を受賞。
2022年、プロ・フィットが3月末をもってマネジメント事業を終了したことに伴い、4月1日付で同事務所所属であった岡本信彦が設立、共同代表を務めるラクーンドッグへ移籍。
2024年3月、『【推しの子】』の黒川あかね役、『転生王女と天才令嬢の魔法革命』のユフィリア・マゼンタ役で注目を集めたことから、第18回声優アワードにて助演声優賞を受賞した。

## 人物
幼い頃からピアノを習っており。小学校時代は演劇クラブ、中学時代は吹奏楽部、高校時代は放送部に所属していた。趣味は散歩、読書、特技はチューバ、耳を動かすことである。日本漢字能力検定準2級を持っている。日本酒好きである。
声優業界では安齋由香里と親交がある。
きょうだい構成は3兄妹であり、兄と妹がいる。

## 出演
太字はメインキャラクター。

### テレビアニメ
2017年
- 月がきれい（宮本心咲）
- 終末なにしてますか? 忙しいですか? 救ってもらっていいですか?（ラキシュ）
- スタミュ（ばあや役）
- フレームアームズ・ガール（生徒）
- クロックワーク・プラネット（女）
- Re:CREATORS（女子中学生、エリナ・トーカー）
- NEW GAME!!（星川ほたる）
- ゲーマーズ!（星ノ守千秋）
- アイカツスターズ!（2017年 - 2018年、夏奈、ファン）
- 戦姫絶唱シンフォギアAXZ（少年）
- 魔法陣グルグル（イベル）
- URAHARA（綿紬ことこ）
- 結城友奈は勇者である（2017年 - 2021年） - 2シリーズ
- クジラの子らは砂上に歌う（リコス）
- ブレンド・S（同人仲間）
- DYNAMIC CHORD（観客）

2018年
- 三ツ星カラーズ（平井）
- たくのみ。（店員）
- かくりよの宿飯（チビ）
- 多田くんは恋をしない（テレサ・ワーグナー、姫）
- 鹿楓堂よついろ日和（天神小鶴）
- こみっくがーるず（小学生）
- ラストピリオド -終わりなき螺旋の物語-（スライ）
- あそびあそばせ（リア充女子、将棋部員A、女生徒、家庭科教師、聖 他）
- Phantom in the Twilight（ムー・シンヤオ）
- はたらく細胞（2018年 - 2021年、血小板〈うしろまえちゃん〉） - 2シリーズ
- 天狼 Sirius the Jaeger（華田咲）
- ゆらぎ荘の幽奈さん（夢咲春夢）
- メルクストーリア -無気力少年と瓶の中の少女-（シャオリン）
- 叛逆性ミリオンアーサー（女子学生）

2019年
- revisions リヴィジョンズ（手真輪愛鈴）
- フルーツバスケット（2019年 - 2021年、本田透） - 3シリーズ
- アイカツフレンズ!〜かがやきのジュエル〜（にせさくや）
- 鬼滅の刃（2019年 - 2024年、チュン太郎)  - 2シリーズ
- ナカノヒトゲノム【実況中】（伊奈葉ヒミコ）
- かつて神だった獣たちへ（子供C）
- グランベルム（土御門九音）
- 星合の空（女子生徒、飛鳥いづみ）
- アサシンズプライド（ユフィー、少女、生徒、シスター）
- ノー・ガンズ・ライフ（エンデ）
- ライフル・イズ・ビューティフル（望月涼子）

2020年
- マギアレコード 魔法少女まどか☆マギカ外伝（2020年 - 2022年、環うい） - 3シリーズ
- アイカツオンパレード!（ファン）
- 織田シナモン信長（女性）
- 恋する小惑星（蒔田史穂）
- 波よ聞いてくれ（南波瑞穂）
- 白猫プロジェクト ZERO CHRONICLE（星たぬき、星たぬきA）
- あひるの空（さほ）
- ハクション大魔王2020（赤ちゃん）
- ミュークルドリーミー（2020年 - 2022年、森村） - 2シリーズ
- Re:ゼロから始める異世界生活（カーミラ）
- ダンジョンに出会いを求めるのは間違っているだろうか シリーズ（2020年 - 2023年、フィア） - 2シリーズ
- ラブライブ!虹ヶ咲学園スクールアイドル同好会（2020年 - 2022年、クリスティーナ） - 2シリーズ
- ご注文はうさぎですか? BLOOM（女の子）

2021年
- ホリミヤ（2021年 - 2023年、女子高校生、女子生徒B） - 2シリーズ
- ウマ娘 プリティーダービー（2021年 - 2023年、ライスシャワー） - 2シリーズ
- アイカツプラネット!（通行人）
- ログ・ホライズン 円卓崩壊（レリア＝モフール）
- Dr.STONE（2021年 - 2025年、獅子王未来） - 4シリーズ + 特別編
- ワンダーエッグ・プライオリティ（ちえみ）
- BLUE REFLECTION RAY/澪（平原陽桜莉）
- 東京リベンジャーズ（2021年 - 2023年、女子A、女子生徒） - 2シリーズ
- ひげを剃る。そして女子高生を拾う。（真坂結子）
- 不滅のあなたへ（2021年 - 2022年、リーン） - 2シリーズ
- ぼくたちのリメイク（森下美樹）
- 見える子ちゃん（化け物）

2022年
- 東京24区（翠堂アスミ）
- 薔薇王の葬列（エリザベス・オブ・ヨーク）
- RPG不動産（ラキラ）
- くノ一ツバキの胸の内（ミズバショウ）
- SPY×FAMILY（2022年 - 2023年、ミリー、イーデン校生徒） - 3シリーズ
- 魔法使い黎明期（リーリ）
- 処刑少女の生きる道（マノン）
- であいもん（よりさん）
- 神クズ☆アイドル（しぐたろ、ゆの）
- 黒の召喚士（エフィル）
- プリマドール（自律人形）
- BORUTO-ボルト- NARUTO NEXT GENERATIONS（浅草ネオン）
- オーバーロードIV（第十一席次）
- アキバ冥途戦争（ねるら）
- 後宮の烏（昌黄英）
- アークナイツ（2022年 - 2025年、エクシア、ワルファリン） - 3シリーズ

2023年
- 転生王女と天才令嬢の魔法革命（ユフィリア・マゼンタ）
- お隣の天使様にいつの間にか駄目人間にされていた件（2023年 - 2026年、椎名真昼） - 2シリーズ
- とんでもスキルで異世界放浪メシ（姫）
- Buddy Daddies（零〈幼少期〉）
- 虚構推理 Season2（音無莉音）
- 夜廻り猫（男の子、平井）
- 絆のアリル（友達2、ミラクの友達2）
- ワールドダイスター（鳳ここな） - 「目指せ！ワールドダイスター！！」書も担当
- 転生貴族の異世界冒険録〜自重を知らない神々の使徒〜（テレスティア・テラ・エスフォート）
- 【推しの子】（2023年 - 2024年、黒川あかね） - 2シリーズ
- 聖者無双〜サラリーマン、異世界で生き残るために歩む道〜（モニカ）
- 実は俺、最強でした?（マリアンヌ・オルテアス）
- てんぷる（ミアの同級生）
- 青のオーケストラ（佐伯直〈幼少期〉）
- 自動販売機に生まれ変わった俺は迷宮を彷徨う（道具屋の店員）
- シュガーアップル・フェアリーテイル（ノア）
- ライアー・ライアー（皆実雫）
- ゾン100〜ゾンビになるまでにしたい100のこと〜（寒林陶子）
- 鴨乃橋ロンの禁断推理（妹）
- 葬送のフリーレン（リーニエ）
- オーバーテイク!（CMナレーション）
- ひきこまり吸血姫の悶々（サクナ・メモワール）
- ミギとダリ（児玉先生）
- 私の推しは悪役令嬢。（修道女）

2024年
- 火狩りの王（揺るる火 / 千年彗星）
- うる星やつら (2022)（望）
- 異修羅（2024年 - 2025年、女王セフィト / セフィト） - 2シリーズ
- 魔王学院の不適合者 II 〜史上最強の魔王の始祖、転生して子孫たちの学校へ通う〜（イリーナ）
- 魔王軍最強の魔術師は人間だった（ダイロクテン）
- 菜なれ花なれ（大谷穏花）
- 真夜中ぱんチ（さくら）
- アクロトリップ（A子）
- 歴史に残る悪女になるぞ（キャザー・リズ）

2025年
- 天久鷹央の推理カルテ（鴻ノ池舞）
- 全修。（デステニー・ハートウォーミング）
- この会社に好きな人がいます（三田果音）
- おいでよ魔法少女村（不法占拠）（苫小牧）
- 真・侍伝 YAIBA（峰さやか）
- LAZARUS ラザロ（エレイナ）
- GUILTY GEAR STRIVE: DUAL RULERS（ブリジット）
- 神統記（テオゴニア）（エルサ）
- TO BE HERO X（マッドウルフ）
- 忍者と殺し屋のふたりぐらし（草隠はつこ）
- スライム倒して300年、知らないうちにレベルMAXになってました ～そのに～（キュアリーナ）
- ネクロノミ子のコズミックホラーショウ（クトゥルフ / 舞夢坂舞由）
- 青春ブタ野郎はサンタクロースの夢を見ない（美東美織）
- 転生したら第七王子だったので、気ままに魔術を極めます（イーシャ）
- 桃源暗鬼（屏風ヶ浦帆稀）
- 盾の勇者の成り上がり Season 4（リケラス娘）
- キミと越えて恋になる（朝霞万理）
- 千歳くんはラムネ瓶のなか（柊夕湖）

2026年
- クラスで2番目に可愛い女の子と友だちになった（朝凪海）

### 劇場アニメ
2010年代
- さよならの朝に約束の花をかざろう（2018年、マキア）
- 劇場版 ダンジョンに出会いを求めるのは間違っているだろうか -オリオンの矢-（2019年、子供）
- 劇場版 誰ガ為のアルケミスト（2019年、パタ）

2020年代
- らくだい魔女 フウカと闇の魔女（2023年、カリン）
- 劇場版 SPY×FAMILY CODE: White（2023年、ミリー）
- コードギアス 奪還のロゼ（2024年、ニコル・フェニックス）
- ウマ娘 プリティーダービー 新時代の扉（2024年、ライスシャワー）
- ふれる。（2024年、浅川奈南）
- 遠井さんは青春したい！『バカとスマホとロマンスと』（2025年、白川はるか）
- 映画 おでかけ子ザメ とかいのおともだち（2025年、そら）

### OVA
- ウマ娘 プリティーダービー BNWの誓い（2018年、ライスシャワー）
- ゆらぎ荘の幽奈さん（2020年、夢咲春夢） - コミックス第24巻アニメBD同梱完全受注限定版
- planetarian 〜雪圏球〜（2021年、森見由香[109]）
- フルーツバスケット -prelude-（2022年、本田透[110]）
- 無職転生 〜異世界行ったら本気だす〜「エリスのゴブリン討伐」（2022年、記憶の神子[111]） - TV未放送エピソード
- この素晴らしい世界に祝福を！3-BONUS STAGE-（2025年、アキュア[112]）

### Webアニメ
- モンスターストライク（2017年、少女）
- 荒野のコトブキ飛行隊外伝 大空のハルカゼ飛行隊（2019年、ベル[113]）
- ファイトリーグ ギア・ガジェット・ジェネレーターズ（2019年、第110番小隊 通信兵リン[114]）
- 風都探偵（2022年、蘭堂りつか[115]）
- ロマンティック・キラー（2022年、咲姫[116]）
- ウマ娘 プリティーダービー ROAD TO THE TOP（2023年、ライスシャワー[117]）
- T・Pぼん（2024年、クレウーサ）
- Fate/Grand Order 藤丸立香はわからない Season2（2024年、呼延灼）

### ゲーム
2016年
- 逆転オセロニア（ラドラ）

2017年
- 幻獣契約クリプトラクト（リーラ、テイル）
- VBX（白鳥ことり）
- 天華百剣（2017年 - 2019年、水心子正秀、[影]水心子正秀）
- アラド戦記（ニアリ）
- タワー オブ プリンセス（ジ・ニーヤ、モルジアナ）
- 刻のイシュタリア（マオ、ブレーメン 他）
- ドラゴンジェネシス -聖戦の絆-（ハニエル）
- アズールレーン（2017年 - 2022年、ペンサコーラ、ソルトレイクシティ、フレッチャー、U-110、鎮海）

2018年
- ORDINAL STRATA -オーディナル ストラータ-（イミア）
- マギアレコード 魔法少女まどか☆マギカ外伝（2018年 - 2022年、環うい）
- 星界神話 -ASTRAL TALE-（ノア）
- キングスレイド（ターニャ、タリシャ）
- ラスト・エリュシオン（アニータ、クリスティーナ）
- 御城プロジェクト:RE（郡上八幡城、高取城）
- エターナルダンジョン（アイリス）
- クイズRPG 魔法使いと黒猫のウィズ（ピリア・オルピス)
- オルターレコードアジャストメント（トリスタン）
- ブラウンダスト（セシリア）
- 共闘ことばRPG コトダマン（2018年 - 2024年、ツラミ、アイ、キョゼツ、セーレディベル、チュン太郎、黒川あかね、鞘姫 他）
- 白猫プロジェクト（エレノア）
- 一血卍傑（オノノコマチ）
- 魔界ウォーズ（ランドグリス、ピチドラ）
- スカイフォート・プリンセス（もみじ）
- オンゲキ（柏木咲姫）
- 蒼青のミラージュ（ル・ファンタスク）
- きららファンタジア（2018年 - 2022年、星川ほたる、ラキラ）
- レイヤードストーリーズ ゼロ（ピグマリオン）
- プレカトゥスの天秤（アリア・ローザ）
- Cytus II（Nora）
- ブレイブソード×ブレイズソウル（2018年 - 2024年、タルタロス、神淵エレボス、開幕詩篇プロローグ）
- ドラガリアロスト（ピアチェ）

2019年
- RELEASE THE SPYCE secret fragrance（薩摩しぶき）
- 荒野のコトブキ飛行隊 大空のテイクオフガールズ!（ベル）
- LoveR（生野・C・香澄）
- ラストイデア（ルクレシア）
- クダンノフォークロア（志摩塔子）
- グランブルーファンタジー（2019年 - 2025年、サテュロス、バイシュラ）
- セブンズストーリー（シエラ、スノウ、シヅキ）
- Guns of Soul2（イリス）
- ちょいと召喚! モンスターバスケット（ナイチンゲール、アマテラス）
- ファイアーエムブレム 風花雪月（イングリット＝ブランドル＝ガラテア）
- CODE VEIN（女性声タイプ7）
- まちむす 地球防衛ライブ（アデリーランド）
- SEVEN's CODE −セブンスコード−（アウロラ）
- Arkresona -アークレゾナ-（ミルッカ）
- 黒騎士と白の魔王（セミラミス）
- 東方キャノンボール（蓬莱山輝夜）
- にじいろLive（ココネル）

2020年
- アークナイツ（エクシア、ワルファリン）
- Sdorica（Nora）
- ラストピリオド -終わりなき螺旋の物語-（スライ）
- Death end re;Quest2（リリアナ・ピアータ）
- アビス・ホライズン（ロングビーチ、アルジェリー）
- マルコと銀河竜（ヨルムンガンド・ハクア）
- 帝国戦記（シレナ、メテュース）
- ピコットタウン（女性の城主）
- かんぱに☆ガールズ（シエナ・スヴァルド）
- 刀使ノ巫女 刻みし一閃の燈火（伊南栖羽）
- ステリアデイズ・ウィキッド（イーシャ・クローム）
- イドラ ファンタシースターサーガ（ジゼル）
- 誰ガ為のアルケミスト（アイナンナ）
- ファイアーエムブレム ヒーローズ（2020年 - 2025年、ギネヴィア、イングリット）
- グリムエコーズ（パンドラ）
- ドールズフロントライン（SIG-556、CF-05）
- あの日の旅人、ふれあう未来（二ノ宮絵里）
- 英雄伝説 創の軌跡（ナーディア・レイン）
- 原神（アンバー）
- OCTOPATH TRAVELER 大陸の覇者（2020年 - 2024年、メレット、ミーナ、ラウラ、セラフィナ）
- ダンジョンに出会いを求めるのは間違っているだろうか 〜メモリア・フレーゼ〜（フィア）
- 幼女戦記 魔導師斯く戦えり（ニコル・フォン・レーベンシュタイン）
- ファンタジア・リビルド（星ノ守千秋）

2021年
- レッド：プライドオブエデン（プデル）
- ウマ娘 プリティーダービー（2021年 - 2024年、ライスシャワー）
- ファミコン探偵倶楽部 うしろに立つ少女（小島洋子）
- ワールドフリッパー（プリムラ）
- 東方ダンマクカグラ（リグル・ナイトバグ）
- グランドサマナーズ（エリザベス）
- Shadowverse（ケルヌンノス、二刀の騎士、幼き糸使い）
- 鬼滅の刃 ヒノカミ血風譚（鎹雀）
- BLUE REFLECTION TIE/帝（平原陽桜莉）
- マナシスリフレイン（セラフィーナ・アシュクロフト）
- パニリヤ・ザ・リバイバル（千炎、ウルヤ）
- グランサガ（サマエル）
- カウンターサイド（アマナ・コハル）
- planetarian 〜雪圏球〜（森見由香）

2022年
- Re:ステージ!プリズムステップ（柏木咲姫）
- ドラゴンクエストX 天星の英雄たち オンライン（メレアーデ）
- ヴェルヴェット・コード（赤城、綾波、ラフィー DD-724）
- プロジェクトセカイ カラフルステージ！ feat.初音ミク（夏野二葉）
- コードギアス 反逆のルルーシュ ロストストーリーズ（2022年 - 2023年、アノネ）
- 燐光のレムリア 星空の絆（アレット）
- ファイアーエムブレム無双 風花雪月（イングリット＝ブランドル＝ガラテア）
- インフィニティソウルズ（六花）
- エターナルツリー（ミザール）
- アッシュアームズ-灰燼戦線-（Ta152H、二式飛行艇一一型）
- クローバーシアター（サーベラ）
- GUILTY GEAR -STRIVE-（ブリジット） - DLC追加キャラクター
- 放置少女〜百花繚乱の萌姫たち〜（海月）
- ソウルハッカーズ2（イチカ）
- 英雄伝説 黎の軌跡 II -CRIMSON SiN-（ナーディア・レイン）
- Fate/Grand Order（2022年 - 2025年、呼延灼）
- ユアマジェスティ（ルル）
- ドラゴンクエスト トレジャーズ 蒼き瞳と大空の羅針盤（ブリサ、キラーパンサー族、ドラキー族、ビッグハット族）

2023年
- ラグナドール 妖しき皇帝と終焉の夜叉姫（荼枳尼）
- MONSTER UNIVERSE（カルミア）
- D.C.5 〜ダ・カーポ5〜（常坂雪那）
- アサルトリリィ Last Bullet（塩崎鈴夢）
- タワーオブスカイ（トーレ）
- 麻雀ファイトガール（タテナオリ・セン）
- 少女廻戦（水鏡先生）
- プリンセスコネクト！Re:Dive（2023年 - 2024年、ワカナ）
- Tower of Fantasy（幻塔）（フィオナ）
- テイルズ オブ ザ レイズ（ブリジット）
- 天空のアムネジア（上杉謙信）
- ソウルタイド（イシル）
- 崩壊学園（シィル）
- takt op. 運命は真紅き旋律の街を（エリーゼのために）
- BLUE REFLECTION SUN/燦（平原陽桜莉）
- メイプルストーリー（ラシャ）
- スノウブレイク：禁域降臨（マーシル）
- ワールドダイスター 夢のステラリウム（鳳ここな）
- ネバーアフター〜逆転メルヘン〜（マッチ売りの少女・ドリス）
- 嘘から始まる恋の夏（御凪栞里）
- 白猫GOLF（エレノア）
- うたわれるもの ロストフラグ（ヒミカ）
- 時空の絵旅人（リン/シリン）
- おねがい社長！〜ゼロからの創業人生〜（イザベラ）
- ONE.（長森瑞佳）
- ドラゴンエッグ（2023年 - 2025年、ラジエル、鞘姫〈黒川あかね〉）

2024年
- 鬼斬（安倍晴明）
- D.C.5 Future Link 〜ダ・カーポ5〜 フューチャーリンク（常坂せつな）
- レスレリアーナのアトリエ 〜忘れられた錬金術と極夜の解放者〜（アンチュ・モルトケ）
- 城とドラゴン（バクダンむすめ）
- メメントモリ（ユニ）
- ファイナルファンタジーVII リバース（MAI）
- ユニコーンオーバーロード（ウメルス）
- 雀皇麻雀（染井桜）
- 泡沫のユークロニア（葵）
- アウタープレーン（エターナル）
- ゼンレスゾーンゼロ（パイパー・ウィール）
- モンスターストライク（2024年 - 2025年、黒川あかね、トロイメライ）
- アイドルマスター シャイニーカラーズ（黒川あかね）
- De:Lithe Last Memories（風見スズハ）
- Epic Seven-エピックセブン-（フリーダ）
- デュエル・マスターズ プレイス（黒川あかね）
- りっく☆じあ〜す（10式戦車〈AMTRS〉、74式戦車〈MCあくしず〉、エリーゼ＝ナースホルン、青森雪奈）
- Death end re;Quest Code Z（リリアナ・ピアータ）
- AFK：ジャーニー（ナーラ）
- リバースブルー×リバースエンド（ブルー）
- 英雄伝説 界の軌跡 -Farewell, O Zemuria-（ナーディア・レイン）
- クラッシュフィーバー（アイオワ）
- エルゴスム（ツユ）
- ロマンシング サガ2 リベンジオブザセブン（ソフィア）
- ドラゴンクエストIII そして伝説へ…（HD-2D版）
- 魔女のふろーらいふ（鶴喰時織）
- MASS FOR THE DEAD（第十一席次）

2025年
- Honor of Kings（妲己）
- 天月麻雀（九条瑠璃）
- エバーソウル（ダフネ）
- フェスバ+（エレノア）
- 星落：深淵のエルピス（セキ）
- ちゃんごくし！ 絢爛（献帝）
- 魔法少女まどか☆マギカ Magia Exedra（環うい）
- みんなで早押しクイズ（寝占シヅキ）
- アッシュエコーズ-Ash Echoes-（鳶）
- リバース：1999（トゥトゥイ）
- ブルーアーカイブ -Blue Archive-（橘ヒカリ）
- 餓狼伝説 City of the Wolves（双葉ほたる）
- ポコロンダンジョンズ（黒川あかね）
- 花束を君に贈ろう-Kinsenka-（紅緒祀、ヒトデナシ）
- クッキーラン：冒険の塔（シュガーグローブ味クッキー）
- ぷよぷよ!!クエスト（黒川あかね）
- 牧場物語 Let's!風のグランドバザール（シェルファ）
- スーパーロボット大戦Y（エチカ・Y・フランバーネット）
- けものティータイム（マシュ）
- 崩壊:スターレイル（セイレンス）

### 吹き替え

#### 映画
- ジュラシック・ワールドシリーズ（2025年、メイジー〈イザベラ・サーモン〉[312]）※ザ・シネマ版
  - ジュラシック・ワールド/炎の王国
  - ジュラシック・ワールド/新たなる支配者

#### アニメ
- 羅小黒戦記 ぼくが選ぶ未来（2020年、ガコ）
- 攻略うぉんてっど!〜異世界救います!?〜（2023年、ジンジン[313][314]）
- 龍族 -The Blazing Dawn-（2024年、ノルマ・ローレンス[315]、カギ）
- 卓球少女 -閃光のかなたへ-（2025年、チェン・ニンニン[316]）
- 転生宗主の覇道譚 〜すべてを呑み込むサカナと這い上がる〜（2025年、谷霊〈グー･リン〉[317][初出 8]）

### ドラマCD
- アイの箱庭 a Heartwarming Garden（2018年、ポータ[318]）
- Fate/Prototype 蒼銀のフラグメンツ Drama CD & Original Soundtrack 第4巻（2019年、ネフェルタリ[319]、神殿擬似知性）
- 本好きの下剋上〜司書になるためには手段を選んでいられません〜 ドラマCD3・4・5（2019年 - 2020年、フィリーネ[320] 他）
- マギアレコード 魔法少女まどか☆マギカ外伝 ミニドラマ「それは一歩の架け橋」（2019年、環うい[321]）
- お隣の天使様にいつの間にか駄目人間にされていた件（2022年 - 2023年、椎名真昼[322]） - 小説第7・8巻ドラマCD付き特装版
- 嘘から始まる恋の夏 ドラマCD「どうする？どうなる？半♡同棲！」（2024年、御凪栞里[323]）

### オーディオドラマ
2019年
- しょにおや！〜いっしょにおやすみプロジェクト〜（2019年 - 2023年、羽澄甘恵） - 3作品

2020年
- フルーツバスケット ボイスカード（本田透） - 『花とゆめ』2020年14・15合併号付録
- 君のことが大大大大大好きな100人の彼女「君のことが大好きな彼女たちの目覚ましボイスドラマ」（好本静）

2022年
- 白間美瑠のサクラバシ919「ユアマジェスティ ボイスドラマ」（ルル）
- 思い出シリーズ
  - ASMR大和撫子との思い出～かなえと過ごす安らぎの刻～（2022年、鈴風かなえ）
  - ASMR大和撫子との思い出～振袖の巫女と希いし未来～（2024年、鈴風かなえ）

- やおよろ温泉郷 〜羊神まよいのふわふわ一緒に眠りたいぴったり寄り添いご奉仕〜（羊神まよい）
- おしごとねいろ 〜喫茶店員編〜（安野楓）
- いっしょぐらし 〜文学系彼女編〜（渋川芳乃）
- 悪役令嬢に転生したはずが、主人公よりも溺愛されてるみたいです（リディア・コーディアス）
- 婚約者が浮気相手と駆け落ちしました。王子殿下に溺愛されて幸せなので、今さら戻りたいと言われても困ります。  挿しボイスコード（アメリア・レニア） - 小説第1巻紙書籍初回特典
- メイドと雪の洋館（花蓮）

2023年
- 天華百剣 ASMR 水心子正秀〜主さんとわたしのとある1日〜（水心子正秀）
- 僕だけのVtuber 〜無気力ダウナー系な君とヒミツの真夜中のお楽しみ〜（朝比奈ねんね）
- 魔法の紋章と呪いの恋輪舞（リオン）
- 怠惰のちコーヒー、ときどき雨。（紗々浦凪）

2024年
- 大好きな彼女に もう一度会えたら 今度こそ離れない。（井糸冬）
- 蒸気街のアポリア（パロマ）
- 魔物使いの娘 〜緑の瞳の少女〜（リーン）
- 荒廃した世界で二人旅〜壊れたボクと記憶喪失な君〜（シウ）

2025年
- クラスで2番目に可愛い女の子に甘えられて癒される（2025年、朝凪海）

### デジタルコミック
- ご注文はうさぎですか?（2021年、フユ[344]）
- 「くじ」から始まる婚約生活〜厳正なる抽選の結果、笑わない次期公爵様の婚約者に当選しました〜（2022年、ベル[345]）
- さんしょく弁当（2022年、箱山えりか[346]）
- クラスで2番目に可愛い女の子と友だちになった（2023年、朝凪海[347]）
- 13-サーティーン-（2023年、藤枝〈幼少期〉[348]）
- 夢中の食卓（2023年、甘木先生[349]）
- オークの樹の下（2024年、マクシミリアン・カリプス[350]）
- いとなみいとなめず（2024年、澄[351]）
- 第一生命「ミラシル」『落ちこぼれエルフが召喚したのは保険外交員でした。』（2025年、ナイメリア[352]）

### ラジオ
※はインターネット配信。
- ラジオどっとあい 石見舞菜香のまなかのナカマ（2017年、AG-ON Premium※・超!A&G+※）[353]
- 石見舞菜香のエルラジ〜創作活動応援部!〜（2018年、ラジ友※）[354]
- 青の祓魔師 DAMNED RADIO（2019年、超!A&G+※）[355]
- 石見舞菜香とファイルーズあいの「ふたラジ!!」（2020年、超!A&G+※）[356]
- 石見舞菜香・ファイルーズあいの凸凹Thursday Night☆〜マジ東風イェア〜 / 石見舞菜香・ファイルーズあいの凸凹Saturday Night☆〜マジ東風イェア〜（2020年 - 2022年、超!A&G+※・AG-ON Premium※）[357]
- 東京24区 未来を選択するラジオ（2022年、音泉※）[358]
- しょにラジ！（2022年 - 、YouTube※）[359]
- ワールドダイスターRADIO☆わらじ（2022年 - 2024年、超!A&G+※・BS11公式YouTubeチャンネル※）[360]
- お隣の天使様にラジオでも駄目人間にされていた件（2023年、YouTube※）[361][362]
- 鷲崎健のヨルナイト×ヨルナイト（2023年3月、超!A&G+※、ニコニコ生放送※） ※マンスリーアシスタント[363]
- 石見舞菜香のらじおてくてく（2023年 - 、音泉※）[364]

### ナレーション
- 久石譲×ブラームス…奇跡のライブ（2021年5月、日本テレビ）[365]

### PV・CM
- お隣の天使様にいつの間にか駄目人間にされていた件（2019年、ナレーション[366]）
- ライドコミックス 3周年記念フェア CM（2020年、ナレーション[367]）
- クラスで2番目に可愛い女の子と友だちになった（2021年 - 2024年、朝凪海[368][369]）
- 暗殺者は黄昏に笑う（2022年、ナレーション[370]）
- GAノベル 2022年9月新刊 紹介動画（2022年、ナレーション[371]）
- 少女型兵器は家族になりたい（2022年、アルマ[372]）
- 婚約者が浮気相手と駆け落ちしました。王子殿下に溺愛されて幸せなので、今さら戻りたいと言われても困ります。（2022年、アメリア[373]）
- 完璧な俺の青春ラブコメ 1.ぼっち少女の救い方（2023年、木下みなみ[374]）
- わたしが恋人になれるわけないじゃん、ムリムリ!（※ムリじゃなかった!?）（2023年、瀬名紫陽花[375]）
- 何も知らないけど、キミが好き。（2023年、小田巻愛理[376][377] ）
- 愛して愛して愛して（2023年、ナレーション[378]）
- ドリコム DREコミックス創刊記念スペシャルPV（2023年、ナレーション、歌[379][380]）
- 勇者殺しの花嫁I -血溜まりの英雄-（2023年、ナレーション[381]）
  - 勇者殺しの花嫁II -盲目の聖女-（2024年、ナレーション[382]）
- 聖女先生の魔法は進んでる！（2024年、アンジェリーナ・グランノア[383]）
- 私の推しは悪役令嬢。 第8巻発売記念PV（2024年、リリィ＝リリウム[384]）
- 「アークナイツ」「KFCコラボ」アニメPV（2024年、エクシア[385][386]）
- 魔物使いの娘 〜緑の瞳の少女〜（2024年、リーン[387]）
- 宵を待つ月の物語 一 テレビCM（2025年、坂木夜花[388]）
- ホロライブプロダクション「想いは、次元を選ばない。」（2025年、ナレーション[389][390]）
- 土木管理総合試験所 テレビCM（2025年）[391]

### テレビ番組
※はインターネット配信。
- 石見舞菜香・長谷川育美のふたりば（2025年、BS11+※）[392]

### 映像商品
- 石見舞菜香のらじおてくてく 島ロケin宮古島だぽん！

### 朗読劇
- 声のプロフェッショナルが奏でるリーディングシェイクスピア「マクベス」（2020年12月6日、池袋サンシャイン劇場） - マクベス夫人 役他[393]
- 流離う魂 ―小泉八雲の世界―（2020年12月27日、紀伊國屋サザンシアター TAKASHIMAYA） - ハーンの母 役他[394]
- アニマックス朗読劇 『ハニーレモンソーダ』（2022年9月3日、ヒューリックホール東京） - 石森羽花 役[395]
- 朗読劇『変な家』（2023年7月29日、シアター1010） - 宮江柚希 役（昼の部、夜の部）[396]
- 声優×芸人朗読劇「WARAI-GOE 2023」（2023年8月26日、紀伊國屋ホール）[397]
- 戯曲音劇 竹取物語（2023年9月2日、なかのZERO 大ホール）- 麻呂足 役[398]
- READPIA朗読劇『転生王女と天才令嬢の魔法革命』（2023年9月30日・10月1日、草月ホール） - ユフィリア・マゼンタ 役[399]
- 朗読劇『鬼の花嫁』（2023年11月19日、はまぎんホール ヴィアマーレ）- 柚子 役[400]
- 朗読劇「ネコたん！〜猫町怪異奇譚〜」（2024年5月11日、あうるすぽっと） - 龍石李依 役[401][402]
- わらじ presents ワールドダイスター朗読劇（2024年8月25日、東京証券会館）[403]
- 朗読劇「名前を呼んで、もう一度」（2024年11月23日、サンシャイン劇場）[404]
- 朗読劇 SETO Reading Vol.1『お探し物は図書室まで』（2025年3月15日、瀬戸蔵 つばきホール）[405]
- 幻調乱歩4 夜明けに怯える怪機城（2025年8月31日〈予定〉、イイノホール）[406]

### その他コンテンツ
- リリックアワー 「恋をしたから」「とおせんぼ」「靴の花火」「夏至」（2019年、朗読）[407]
- パチスロ マジカルハロウィン7（2019年、神座みこと[408]）
- ラトナ おもてなしアプリケーション「OMOTE-Bako」（2020年、香音ちゃん[409]）
- ドリコムメディア 公式YouTube・TikTokアシスタント（2022年 - ）[410]
- パチスロ グランベルム（2023年、土御門九音[411]）
- オンキヨー『転生王女と天才令嬢の魔法革命』音声ガイダンス搭載ワイヤレスイヤホン（2023年、ユフィリア・マゼンタ[412]）
- トッポ【推しの子】 オリジナルボイス（2024年、黒川あかね[413]）
- スマスロ 賞金首エンジェル（2024年、スキヤキ鬼子[414]）
- 音泉×筆ぐるめ SNSで年賀状を送ろう（2024年）[415]
- アニメイト お隣の天使様にいつの間にか駄目人間にされていた件 11巻発売記念フェア 特典音声（2025年、椎名真昼）
- リアル脱出ゲーム×ウマ娘 プリティーダービー 「つぎつぎと起こる不幸からの脱出」（2025年、ライスシャワー[416]）
- スマスロ マギアレコード 魔法少女まどか☆マギカ外伝（2025年、環うい）
- 第四境界 「READY TO STORY」Family ties（2025年、しおり[417]）
- ウエルシア薬局 店内放送「Music Welcia」（2025年）[418]
- 日本全国project【47都道府県の子】京都ビジュアルSpecial動画（2025年、黒川あかね[419]）
- 京まふ2025 おこしやす大使[420]
- オンキヨー ワイヤレスイヤホン『お隣の天使様にいつの間にか駄目人間にされていた件』コラボモデル（2025年、椎名真昼[421]）
- e マギアレコード 魔法少女まどか☆マギカ外伝（2025年、環うい）

## ディスコグラフィ

### キャラクターソング
| 発売日         | 商品名                                                                                               | 歌 | 楽曲 | 備考                                                                               |
| -------------- | --- | --- | --- | ---------------------------------------------------------------------------------- |
| 2017年8月23日  | GAMERS!                                                                                              | 天道花憐（金元寿子）、星ノ守千秋（石見舞菜香）、亜玖璃（大久保瑠美） | 「GAMERS!」 | テレビアニメ『ゲーマーズ！』オープニングテーマ                                     |
| 2017年8月23日  | GAMERS!                                                                                              | 天道花憐（金元寿子）、星ノ守千秋（石見舞菜香）、亜玖璃（大久保瑠美） | 「すれちがいクエスト」 | テレビアニメ『ゲーマーズ！』関連曲                                                 |
| 2017年8月23日  | GAMERS!                                                                                              | 星ノ守千秋（石見舞菜香） | 「GAMERS!」 | テレビアニメ『ゲーマーズ！』関連曲                                                 |
| 2017年11月29日 | ゲーマーズ！ キャラクターソングミニアルバム                                                          | 天道花憐（金元寿子）、星ノ守千秋（石見舞菜香）、亜玖璃（大久保瑠美） | 「LOVescapE」 「オレンジ空の下」 | テレビアニメ『ゲーマーズ！』関連曲                                                 |
| 2017年11月29日 | ゲーマーズ！ キャラクターソングミニアルバム                                                          | 星ノ守千秋（石見舞菜香） | 「君と好きなコト」 | テレビアニメ『ゲーマーズ！』関連曲                                                 |
| 2018年5月23日  | ラブソング                                                                                           | テレサ・ワーグナー（石見舞菜香） | 「ラブソング」 | テレビアニメ『多田くんは恋をしない』エンディングテーマ                             |
| 2018年5月23日  | ラブソング                                                                                           | テレサ・ワーグナー（石見舞菜香） | 「ずっと、ありがとう」 | テレビアニメ『多田くんは恋をしない』関連曲                                         |
| 2018年12月15日 | overture                                                                                             | ピアチェ（石見舞菜香） | 「blurry」 | ゲーム『ドラガリアロスト』関連曲                                                   |
| 2018年12月15日 | overture                                                                                             | エリアス（中島由貴）、ピアチェ（石見舞菜香） | 「blurry」 | ゲーム『ドラガリアロスト』関連曲                                                   |
| 2019年6月26日  | ONGEKI Vocal Collection 04                                                                           | 7EVENDAYS⇔HOLIDAYS | 「めんどーい！やっほーい！ともだち！」 | ゲーム『オンゲキ』関連曲                                                           |
| 2019年6月26日  | ONGEKI Vocal Collection 04                                                                           | 柏木咲姫（石見舞菜香） | 「GranFatalitè」 「めんどーい！やっほーい！ともだち！」 | ゲーム『オンゲキ』関連曲                                                           |
| 2020年2月26日  | ONGEKI Vocal Collection 07                                                                           | AQUAシューターズ | 「感情アクセラレイション」 | ゲーム『オンゲキ』関連曲                                                           |
| 2020年2月26日  | ONGEKI Vocal Collection 07                                                                           | 柏木咲姫（石見舞菜香） | 「感情アクセラレイション」 | ゲーム『オンゲキ』関連曲                                                           |
| 2020年10月28日 | ONGEKI Vocal Party 02                                                                                | 柏木咲姫（石見舞菜香）、柏木美亜（和氣あず未） | 「Iudicium "Apocalypsis Mix"」 | ゲーム『オンゲキ』関連曲                                                           |
| 2020年10月28日 | ONGEKI Vocal Party 02                                                                                | 柏木咲姫（石見舞菜香） | 「Iudicium "Apocalypsis Mix"」 | ゲーム『オンゲキ』関連曲                                                           |
| 2020年12月23日 | ONGEKI Sound Collection 04 No Limit RED Force                                                        | 星咲あかり（赤尾ひかる）、藍原椿（橋本ちなみ）、早乙女彩華（中島唯）、柏木咲姫（石見舞菜香）、柏木美亜（和氣あず未） | 「No Limit RED Force」 | ゲーム『オンゲキ』関連曲                                                           |
| 2020年12月23日 | ONGEKI Sound Collection 04 No Limit RED Force                                                        | 柏木咲姫（石見舞菜香） | 「No Limit RED Force」 | ゲーム『オンゲキ』関連曲                                                           |
| 2020年12月23日 | 荒野のコトブキ飛行隊 大空のテイクオフガールズ！ チームソングミニアルバム                             | ハルカゼ飛行隊 | 「FLAP!」 | ゲーム『荒野のコトブキ飛行隊 大空のテイクオフガールズ！』関連曲                    |
| 2021年1月13日  | GO!GO!細胞フェスタ                                                                                   | 血小板（長縄まりあ）、血小板（うしろまえちゃん）（石見舞菜香） | 「ばんばん！ばばーん！」 | テレビアニメ『はたらく細胞!!』挿入歌                                               |
| 2021年3月10日  | ウマ娘 プリティーダービー Season 2 ANIMATION DERBY Season 2 vol.2「木漏れ日のエール」                | ライスシャワー（石見舞菜香） | 「ささやかな祈り」 | テレビアニメ『ウマ娘 プリティーダービー Season 2』エンディングテーマ               |
| 2021年3月17日  | ウマ娘 プリティーダービー WINNING LIVE 01                                                            | スペシャルウィーク（和氣あず未）、サイレンススズカ（高野麻里佳）、トウカイテイオー（Machico）、マルゼンスキー（Lynn）、オグリキャップ（高柳知葉）、ゴールドシップ（上田瞳）、ウオッカ（大橋彩香）、ダイワスカーレット（木村千咲）、タイキシャトル（大坪由佳）、グラスワンダー（前田玲奈）、メジロマックイーン（大西沙織）、エルコンドルパサー（髙橋ミナミ）、シンボリルドルフ（田所あずさ）、エアグルーヴ（青木瑠璃子）、マヤノトップガン（星谷美緒）、メジロライアン（土師亜文）、ライスシャワー（石見舞菜香）、アグネスタキオン（上坂すみれ）、ウイニングチケット（渡部優衣）、サクラバクシンオー（三澤紗千香）、スーパークリーク（優木かな）、ハルウララ（首藤志奈）、マチカネフクキタル（新田ひより）、ナイスネイチャ（前田佳織里）、キングヘイロー（佐伯伊織） | 「GIRLS' LEGEND U」 | ゲーム『ウマ娘 プリティーダービー』オープニングテーマ                              |
| 2021年3月17日  | ウマ娘 プリティーダービー WINNING LIVE 01                                                            | スペシャルウィーク（和氣あず未）、サイレンススズカ（高野麻里佳）、トウカイテイオー（Machico）、マルゼンスキー（Lynn）、オグリキャップ（高柳知葉）、ゴールドシップ（上田瞳）、ウオッカ（大橋彩香）、ダイワスカーレット（木村千咲）、タイキシャトル（大坪由佳）、グラスワンダー（前田玲奈）、メジロマックイーン（大西沙織）、エルコンドルパサー（髙橋ミナミ）、シンボリルドルフ（田所あずさ）、エアグルーヴ（青木瑠璃子）、マヤノトップガン（星谷美緒）、メジロライアン（土師亜文）、ライスシャワー（石見舞菜香）、アグネスタキオン（上坂すみれ）、ウイニングチケット（渡部優衣）、サクラバクシンオー（三澤紗千香）、スーパークリーク（優木かな）、ハルウララ（首藤志奈）、マチカネフクキタル（新田ひより）、ナイスネイチャ（前田佳織里）、キングヘイロー（佐伯伊織） | 「うまぴょい伝説」 | ゲーム『ウマ娘 プリティーダービー』関連曲                                          |
| 2021年3月17日  | ウマ娘 プリティーダービー WINNING LIVE 01                                                            | グラスワンダー（前田玲奈）、メジロマックイーン（大西沙織）、テイエムオペラオー（徳井青空）、ライスシャワー（石見舞菜香）、スーパークリーク（優木かな）、ゼンノロブロイ（照井春佳） | 「NEXT FRONTIER」 | ゲーム『ウマ娘 プリティーダービー』関連曲                                          |
| 2021年3月31日  | ウマ娘 プリティーダービー ANIMATION DERBY Season 2 vol.3 Original Sound Track                        | スペシャルウィーク（和氣あず未）、サイレンススズカ（高野麻里佳）、トウカイテイオー（Machico）、ウオッカ（大橋彩香）、ダイワスカーレット（木村千咲）、ゴールドシップ（上田瞳）、メジロマックイーン（大西沙織）、シンボリルドルフ（田所あずさ）、ナイスネイチャ（前田佳織里）、ツインターボ（花井美春）、イクノディクタス（田澤茉純）、マチカネタンホイザ（遠野ひかる）、メジロパーマー（のぐちゆり）、ダイタクヘリオス（山根綺）、ミホノブルボン（長谷川育美）、ライスシャワー（石見舞菜香）、ビワハヤヒデ（近藤唯）、ナリタタイシン（渡部恵子）、ウイニングチケット （渡部優衣）、キタサンブラック（矢野妃菜喜）、サトノダイヤモンド（立花日菜）、マルゼンスキー（Lynn）、マヤノトップガン（星谷美緒）、ヒシアケボノ（松嵜麗）、エアグルーヴ（青木瑠璃子）、マチカネフクキタル（新田ひより）、メイショウドトウ（和多田美咲）、セイウンスカイ（鬼頭明里）、グラスワンダー（前田玲奈）、エルコンドルパサー（髙橋ミナミ）、サクラバクシンオー（三澤紗千香）、メジロライアン（土師亜文）、メジロドーベル（久保田ひかり）、ナリタブライアン（衣川里佳） | 「うまぴょい伝説（TV Size）」 | テレビアニメ『ウマ娘 プリティーダービー Season 2』エンディングテーマ               |
| 2021年8月25日  | ONGEKI Vocal Party 05                                                                                | 7EVENDAYS⇔HOLIDAYS | 「最っ高のエンタメだ!!」 | ゲーム『オンゲキ』関連曲                                                           |
| 2021年8月25日  | ONGEKI Vocal Party 05                                                                                | 柏木咲姫（石見舞菜香） | 「最っ高のエンタメだ!!」 | ゲーム『オンゲキ』関連曲                                                           |
| 2021年8月28日  | 3rd EVENT WINNING DREAM STAGE Solo Vocal Tracks Vol.1                                                | ライスシャワー（石見舞菜香） | 「NEXT FRONTIER（Game Size）」 | ゲーム『ウマ娘 プリティーダービー』関連曲                                          |
| 2021年10月29日 | ご注文はうさぎですか？ 10thAnniversaryキャラクターソング                                             | フユ（石見舞菜香） | 「ふわふわバルーンが飛び出した！」 | 『ご注文はうさぎですか？』関連曲                                                   |
| 2021年10月29日 | ご注文はうさぎですか？ 10thAnniversaryキャラクターソング                                             | フユ（石見舞菜香）、チノ（水瀬いのり） | 「チェスマッチカフェチェックオレ」 | 『ご注文はうさぎですか？』関連曲                                                   |
| 2022年2月9日   | ウマ娘 プリティーダービー WINNING LIVE 03                                                            | タイキシャトル（大坪由佳）、ミホノブルボン（長谷川育美）、ライスシャワー（石見舞菜香）、ハルウララ（首藤志奈）、マチカネフクキタル（新田ひより） | 「WINnin' 5 -ウイニング☆ファイヴ-」 | ゲーム『ウマ娘 プリティーダービー』関連曲                                          |
| 2022年2月9日   | ウマ娘 プリティーダービー WINNING LIVE 03                                                            | サイレンススズカ（高野麻里佳）、タイキシャトル（大坪由佳）、アグネスデジタル（鈴木みのり）、ミホノブルボン（長谷川育美）、ライスシャワー（石見舞菜香）、アグネスタキオン（上坂すみれ）、シンコウウインディ（高田憂希）、スマートファルコン（大和田仁美）、ハルウララ（首藤志奈）、マチカネフクキタル（新田ひより）、メジロドーベル（久保田ひかり）、キングヘイロー（佐伯伊織） | 「うまぴょい伝説」 | ゲーム『ウマ娘 プリティーダービー』関連曲                                          |
| 2022年4月27日  | アニメ『RPG不動産』オープニングテーマ「Make Up Life!」                                               | 風色琴音（井上ほの花）、ファー（木野日菜）、ルフリア（川井田夏海）、ラキラ（石見舞菜香） | 「Make Up Life!」 | テレビアニメ『RPG不動産』オープニングテーマ                                        |
| 2022年4月27日  | アニメ『RPG不動産』オープニングテーマ「Make Up Life!」                                               | ラキラ（石見舞菜香） | 「Make Up Life!」 | テレビアニメ『RPG不動産』関連曲                                                    |
| 2022年4月27日  | ONGEKI Vocal Party 07                                                                                | 桜井春菜（近藤玲奈）、柏木咲姫（石見舞菜香） | 「White Magic Night!」 | ゲーム『オンゲキ』関連曲                                                           |
| 2022年4月27日  | ONGEKI Vocal Party 07                                                                                | 柏木咲姫（石見舞菜香） | 「White Magic Night!」 | ゲーム『オンゲキ』関連曲                                                           |
| 2022年6月22日  | ONGEKI Vocal Party 08                                                                                | 柏木咲姫（石見舞菜香） | 「Happiness on the Table」 | ゲーム『オンゲキ』関連曲                                                           |
| 2022年7月6日   | くノ一ツバキの胸の内 あかね組音楽集                                                                  | ベニスモモ（山根綺）、ミズバショウ（石見舞菜香）、トウワタ（富田美憂） | 「あかね組活動日誌 〜未班〜」 | テレビアニメ『くノ一ツバキの胸の内』エンディングテーマ                             |
| 2022年7月6日   | くノ一ツバキの胸の内 あかね組音楽集                                                                  | あかね組ねうしとらうたつみうまひつじさるとりいぬい | 「あかね組活動日誌 〜ねうしとらうたつみうまひつじさるとりいぬい大集合！〜」 | テレビアニメ『くノ一ツバキの胸の内』エンディングテーマ                             |
| 2022年8月17日  | ウマ娘 プリティーダービー WINNING LIVE 07                                                            | スペシャルウィーク（和氣あず未）、サイレンススズカ（高野麻里佳）、ゴールドシップ（上田瞳）、メジロマックイーン（大西沙織）、ナリタブライアン（衣川里佳）、ライスシャワー（石見舞菜香）、ウイニングチケット（渡部優衣） | 「笑顔の宝物 -Beyond The Future!-」 | ゲーム『ウマ娘 プリティーダービー』関連曲                                          |
| 2022年8月17日  | ウマ娘 プリティーダービー WINNING LIVE 07                                                            | スペシャルウィーク（和氣あず未）、サイレンススズカ（高野麻里佳）、ゴールドシップ（上田瞳）、メジロマックイーン（大西沙織）、ナリタブライアン（衣川里佳）、マヤノトップガン（星谷美緒）、メジロライアン（土師亜文）、ライスシャワー（石見舞菜香）、ウイニングチケット（渡部優衣）、マーベラスサンデー（三宅麻理恵）、メジロドーベル（久保田ひかり）、メジロパーマー（のぐちゆり）、メジロアルダン（会沢紗弥）、メジロブライト（大西綺華）、サクラローレル（真野美月） | 「うまぴょい伝説」 | ゲーム『ウマ娘 プリティーダービー』関連曲                                          |
| 2022年9月28日  | ウマ娘 プリティーダービー WINNING LIVE 08                                                            | スペシャルウィーク（和氣あず未）、サイレンススズカ（高野麻里佳）、ゴールドシップ（上田瞳）、メジロマックイーン（大西沙織）、ナリタブライアン（衣川里佳）、ライスシャワー（石見舞菜香）、ウイニングチケット（渡部優衣） | 「Precious Star Dreamer」 | ゲーム『ウマ娘 プリティーダービー』関連曲                                          |
| 2022年9月28日  | ウマ娘 プリティーダービー WINNING LIVE 08                                                            | スペシャルウィーク（和氣あず未）、サイレンススズカ（高野麻里佳）、ゴールドシップ（上田瞳）、ウオッカ（大橋彩香）、ダイワスカーレット（木村千咲）、メジロマックイーン（大西沙織）、ナリタブライアン（衣川里佳）、マヤノトップガン（星谷美緒）、ライスシャワー（石見舞菜香）、ウイニングチケット（渡部優衣）、スマートファルコン（大和田仁美）、ダイタクヘリオス（山根綺）、サクラローレル（真野美月）、ヤマニンゼファー（今泉りおな）、ダイイチルビー（礒部花凜）、アストンマーチャン（井上ほの花）、ケイエスミラクル（佐藤日向）、コパノリッキー（稲垣好）、ホッコータルマエ（菊池紗矢香）、ワンダーアキュート（須藤叶希） | 「うまぴょい伝説」 | ゲーム『ウマ娘 プリティーダービー』関連曲                                          |
| 2022年10月4日  | ウマ娘 プリティーダービー Solo Vocal Tracks Vol.5 －4th EVENT SPECIAL DREAMERS!! EXTRA STAGE－       | ライスシャワー（石見舞菜香） | 「We are DREAMERS!!（Game Size）」 「笑顔の宝物 -Beyond The Future!-（Game Size）」 | ゲーム『ウマ娘 プリティーダービー』関連曲                                          |
| 2022年11月25日 | 神クズ☆アイドル BD 第3巻 特典CD                                                                      | スイートファーマシー | 「恋せよパラメディック」 | テレビアニメ『神クズ☆アイドル』挿入歌                                              |
| 2022年11月25日 | フレッジ                                                                                             | 環いろは（麻倉もも）、七海やちよ（雨宮天）、由比鶴乃（夏川椎菜）、深月フェリシア（佐倉綾音）、二葉さな（小倉唯）、環うい（石見舞菜香） | 「フレッジ」 | ゲーム『マギアレコード 魔法少女まどか☆マギカ外伝』第2部エンディングテーマ          |
| 2022年12月21日 | ポプテピピック ALL TIME BEST 3                                                                       | ポプ子（石見舞菜香）、ピピ美（長谷川育美） | 「脊髄ぶっこ抜き音頭（女性ver.）」 | テレビアニメ『ポプテピピック TVアニメーション作品第二シリーズ』挿入歌              |
| 2022年12月21日 | ポプテピピック ALL TIME BEST 3                                                                       | ポプ子（石見舞菜香）、ピピ美（長谷川育美） | 「仲良ピース（女性ver.）」 「仲良ピース（超予算勇者★グレートバリバリピピック MIX）」 「仲良ピース（Dance Rock MIX）」 「仲良ピース（Sweet Pop MIX）」 「仲良ピース（葛飾出身 MIX）」 「仲良ピース（B-side MIX）」 | テレビアニメ『ポプテピピック TVアニメーション作品第二シリーズ』エンディングテーマ  |
| 2023年2月8日   | Only for you                                                                                         | アニスフィア・ウィン・パレッティア（千本木彩花）、ユフィリア・マゼンタ（石見舞菜香） | 「Only for you」 | テレビアニメ『転生王女と天才令嬢の魔法革命』エンディングテーマ                     |
| 2023年2月8日   | Only for you                                                                                         | アニスフィア・ウィン・パレッティア（千本木彩花）、ユフィリア・マゼンタ（石見舞菜香） | 「Take your hand」 | テレビアニメ『転生王女と天才令嬢の魔法革命』関連曲                                 |
| 2023年2月28日  | ソラノアカリ                                                                                         | アノネ（石見舞菜香） | 「ソラノアカリ」 | ゲーム『コードギアス 反逆のルルーシュ ロストストーリーズ』エンディングテーマ       |
| 2023年4月19日  | TVアニメ『お隣の天使様にいつの間にか駄目人間にされていた件』Cover Songs                              | 椎名真昼（石見舞菜香） | 「小さな恋のうた」 「愛唄」 「君に届け」 | テレビアニメ『お隣の天使様にいつの間にか駄目人間にされていた件』エンディングテーマ |
| 2023年4月19日  | TVアニメ『お隣の天使様にいつの間にか駄目人間にされていた件』Cover Songs                              | 椎名真昼（石見舞菜香） | 「バレンタイン・キッス」 「ギフト」 | テレビアニメ『お隣の天使様にいつの間にか駄目人間にされていた件』関連曲             |
| 2023年5月10日  | アニメ『ウマ娘 プリティーダービー ROAD TO THE TOP』アルバム                                          | ナリタトップロード（中村カンナ）、アドマイヤベガ（咲々木瞳）、テイエムオペラオー（徳井青空）、メイショウドトウ（和多田美咲）、カレンチャン（篠原侑）、ハルウララ（首藤志奈）、ライスシャワー（石見舞菜香）、オグリキャップ（高柳知葉） | 「うまぴょい伝説（Anime Size）」 | Webアニメ『ウマ娘 プリティーダービー ROAD TO THE TOP』エンディングテーマ           |
| 2023年5月24日  | TVアニメ『ワールドダイスター』オープニング/エンディングテーマ ワナビスタ！/トゥ・オブ・アス          | 鳳ここな（石見舞菜香）、静香（長谷川育美）、カトリナ・グリーベル（天城サリー）、新妻八恵（長縄まりあ）、柳場ぱんだ（大空直美）、流石知冴（佐々木李子） | 「ワナビスタ！」 | テレビアニメ『ワールドダイスター』オープニングテーマ                               |
| 2023年5月24日  | TVアニメ『ワールドダイスター』オープニング/エンディングテーマ ワナビスタ！/トゥ・オブ・アス          | 鳳ここな（石見舞菜香）、静香（長谷川育美） | 「トゥ・オブ・アス」 | テレビアニメ『ワールドダイスター』エンディングテーマ                               |
| 2023年6月28日  | TVアニメ『ワールドダイスター』劇中歌アルバム                                                         | 鳳ここな（石見舞菜香）、静香（長谷川育美） | 「勿忘唄」 | テレビアニメ『ワールドダイスター』関連曲                                           |
| 2023年6月28日  | TVアニメ『ワールドダイスター』劇中歌アルバム                                                         | 鳳ここな（石見舞菜香）、新妻八恵（長縄まりあ） | 「New Nostalgic Friend」 「Masquerade」 | テレビアニメ『ワールドダイスター』関連曲                                           |
| 2023年6月28日  | TVアニメ『ワールドダイスター』劇中歌アルバム                                                         | 鳳ここな（石見舞菜香） | 「ダイヤモンドの誓い」 | テレビアニメ『ワールドダイスター』関連曲                                           |
| 2023年9月6日   | ウマ娘 プリティーダービー WINNING LIVE 13                                                            | キャップ・ビー［ミスターシービー（天海由梨奈）］、MACOtMai［ホッコータルマエ（菊池紗矢香）］、816-n［マチカネタンホイザ（遠野ひかる）］、オリィザ［ライスシャワー（石見舞菜香）］、マリン・C［シュヴァルグラン（夏吉ゆうこ）］ | 「Hat on your Head!」 | ゲーム『ウマ娘 プリティーダービー』関連曲                                          |
| 2023年9月6日   | ウマ娘 プリティーダービー WINNING LIVE 13                                                            | ナリタブライアン（衣川里佳）、マヤノトップガン（星谷美緒）、ライスシャワー（石見舞菜香）、アドマイヤベガ（咲々木瞳）、イナリワン（井上遥乃）、ミスターシービー（天海由梨奈）、マチカネタンホイザ（遠野ひかる）、イクノディクタス（田澤茉純）、ツインターボ（花井美春）、サトノダイヤモンド（立花日菜）、キタサンブラック（矢野妃菜喜）、ヤエノムテキ（日原あゆみ）、サクラローレル（真野美月）、ナリタトップロード（中村カンナ）、サトノクラウン（鈴代紗弓）、シュヴァルグラン（夏吉ゆうこ）、ホッコータルマエ（菊池紗矢香）、ネオユニヴァース（白石晴香）、ヒシミラクル（春日さくら） | 「うまぴょい伝説」 | ゲーム『ウマ娘 プリティーダービー』関連曲                                          |
| 2023年9月16日  | ウマ娘 プリティーダービー Solo Vocal Tracks Vol.7 5th EVENT ARENA TOUR GO BEYOND -GAZE-              | ライスシャワー（石見舞菜香） | 「Ms. VICTORIA（Game Size）」 「DRAMATIC JOURNEY（Game Size）」 | ゲーム『ウマ娘 プリティーダービー』関連曲                                          |
| 2023年11月13日 | 夢のステラリウム                                                                                     | 鳳ここな（石見舞菜香）、静香（長谷川育美）、カトリナ・グリーベル（天城サリー）、新妻八恵（長縄まりあ）、柳場ぱんだ（大空直美）、流石知冴（佐々木李子）、千寿暦（鳥部万里子）、ラモーナ・ウォルフ（田中美海）、王雪（花井美春）、リリヤ・クルトベイ（安齋由香里）、与那国緋花里（下地紫野）、千寿いろは（岡咲美保）、白丸美兎（近藤玲奈）、阿岐留カミラ（若井友希）、猫足蕾（芹澤優）、本巣叶羽（赤尾ひかる）、連尺野初魅（葵井歌菜）、烏森大黒（Lynn）、舎人仁花子（斉藤朱夏）、萬容（山村響）、筆島しぐれ（吉岡麻耶） | 「夢のステラリウム」 | ゲーム『ワールドダイスター 夢のステラリウム』関連曲                                |
| 2024年1月10日  | TVアニメ『ウマ娘 プリティーダービー Season 3』ANIMATION DERBY Season 3 vol.3 Original Sound Track    | キタサンブラック（矢野妃菜喜）、サトノダイヤモンド（立花日菜）、サトノクラウン（鈴代紗弓）、シュヴァルグラン（夏吉ゆうこ）、サウンズオブアース（MAKIKO）、ドゥラメンテ（秋奈）、トウカイテイオー（Machico）、メジロマックイーン（大西沙織）、ゴールドシップ（上田瞳）、スペシャルウィーク（和氣あず未）、サイレンススズカ（高野麻里佳）、ウオッカ（大橋彩香）、ダイワスカーレット（木村千咲）、ナイスネイチャ（前田佳織里）、ツインターボ（花井美春）、イクノディクタス（田澤茉純）、マチカネタンホイザ（遠野ひかる）、ロイスアンドロイス（田辺留依）、ヴィルシーナ（奥野香耶）、ヴィブロス（伊藤彩沙）、シンボリルドルフ（田所あずさ）、エアグルーヴ（青木瑠璃子）、ミホノブルボン（長谷川育美）、ライスシャワー（石見舞菜香）、サクラバクシンオー（三澤紗千香）、トーセンジョーダン（鈴木絵理）、マチカネフクキタル（新田ひより）、メイショウドトウ（和多田美咲）、メジロパーマー（のぐちゆり）、ダイタクヘリオス（山根綺）、コパノリッキー（稲垣好）                                                                                            | 「うまぴょい伝説」 | テレビアニメ『ウマ娘 プリティーダービー Season 3』エンディングテーマ               |
| 2024年1月24日  | ウマ娘 プリティーダービー WINNING LIVE 15                                                            | スペシャルウィーク（和氣あず未）、ライスシャワー（石見舞菜香）、スマートファルコン（大和田仁美）、トーセンジョーダン（鈴木絵理）、ナイスネイチャ（前田佳織里）、キングヘイロー（佐伯伊織）、メジロパーマー（のぐちゆり）、ツルマルツヨシ（青山吉能）、サクラローレル（真野美月）、ヒシミラクル（春日さくら） | 「Comeback Story V」 | ゲーム『ウマ娘 プリティーダービー』関連曲                                          |
| 2024年1月24日  | ウマ娘 プリティーダービー WINNING LIVE 15                                                            | スペシャルウィーク（和氣あず未）、ライスシャワー（石見舞菜香）、スマートファルコン（大和田仁美）、ゼンノロブロイ（照井春佳）、トーセンジョーダン（鈴木絵理）、ナイスネイチャ（前田佳織里）、キングヘイロー（佐伯伊織）、メジロパーマー（のぐちゆり）、サトノダイヤモンド（立花日菜）、キタサンブラック（矢野妃菜喜）、ツルマルツヨシ（青山吉能）、サクラローレル（真野美月）、ネオユニヴァース（白石晴香）、ヒシミラクル（春日さくら） | 「うまぴょい伝説」 | ゲーム『ウマ娘 プリティーダービー』関連曲                                          |
| 2024年2月7日   | 運命のトリニティ                                                                                     | 新生グラン・エプレ | 「Overcast Sky」 | ゲーム『アサルトリリィ Last Bullet』関連曲                                         |
| 2024年5月24日  | 劇場版『ウマ娘 プリティーダービー 新時代の扉』オリジナル・サウンドトラック                           | ジャングルポケット（藤本侑里）、アグネスタキオン（上坂すみれ）、マンハッタンカフェ（小倉唯）、ダンツフレーム（福嶋晴菜）、フジキセキ（松井恵理子）、テイエムオペラオー（徳井青空）、ナリタトップロード（中村カンナ）、メイショウドトウ（和多田美咲）、アドマイヤベガ（咲々木瞳）、オグリキャップ（高柳知葉）、ダイワスカーレット（木村千咲）、アグネスデジタル（鈴木みのり）、ユキノビジン（山本希望）、ライスシャワー（石見舞菜香）、エアシャカール（津田美波）、カレンチャン（篠原侑）、ゴールドシチー（香坂さき）、トーセンジョーダン（鈴木絵理）、ハルウララ（首藤志奈）、キングヘイロー（佐伯伊織）、ヒシミラクル（春日さくら） | 「うまぴょい伝説」 | 劇場アニメ『ウマ娘 プリティーダービー 新時代の扉』エンディングテーマ               |
| 2024年6月26日  | ゲームアプリ『ワールドダイスター 夢のステラリウム』Vocal Album Vol.4「シリウスの輝きのように」       | 鳳ここな（石見舞菜香）、静香（長谷川育美）、カトリナ・グリーベル（天城サリー）、新妻八恵（長縄まりあ）、柳場ぱんだ（大空直美）、流石知冴（佐々木李子） | 「シリウスの輝きのように」 「夢のステラリウム」 | ゲーム『ワールドダイスター 夢のステラリウム』関連曲                                |
| 2024年6月26日  | ゲームアプリ『ワールドダイスター 夢のステラリウム』Vocal Album Vol.4「シリウスの輝きのように」       | 鳳ここな（石見舞菜香） | 「アイ・ウィル！」 「マイ・ピクチャー・ストーリー」 | ゲーム『ワールドダイスター 夢のステラリウム』関連曲                                |
| 2024年6月26日  | ゲームアプリ『ワールドダイスター 夢のステラリウム』Vocal Album Vol.4「シリウスの輝きのように」       | 鳳ここな（石見舞菜香）、静香（長谷川育美） | 「Binary Star」 | ゲーム『ワールドダイスター 夢のステラリウム』関連曲                                |
| 2024年6月26日  | ゲームアプリ『ワールドダイスター 夢のステラリウム』Vocal Album Vol.4「シリウスの輝きのように」       | カトリナ・グリーベル（天城サリー）、鳳ここな（石見舞菜香）、静香（長谷川育美） | 「HAPPY NEW SHOW TIME!」 | ゲーム『ワールドダイスター 夢のステラリウム』関連曲                                |
| 2024年6月26日  | ゲームアプリ『ワールドダイスター 夢のステラリウム』Vocal Album Vol.4「シリウスの輝きのように」       | 静香（長谷川育美）、鳳ここな（石見舞菜香） | 「フタリノスタルジア」 | ゲーム『ワールドダイスター 夢のステラリウム』関連曲                                |
| 2024年6月26日  | ホワイトノイズ                                                                                       | 風見スズハ（石見舞菜香） | 「無限愛憐」 | ゲーム『De:Lithe Last Memories』関連曲                                             |
| 2024年7月26日  | ONGEKI 6th Anniversary CD Individual on parade!                                                      | 逢坂茜（大空直美）、高瀬梨緒（久保ユリカ）、柏木咲姫（石見舞菜香） | 「Tricky Treat!!!」 | ゲーム『オンゲキ』関連曲                                                           |
| 2024年7月26日  | ONGEKI 6th Anniversary CD Individual on parade!                                                      | 柏木咲姫（石見舞菜香） | 「Individual on parade! -柏木咲姫ソロver.-」 | ゲーム『オンゲキ』関連曲                                                           |
| 2024年8月31日  | ウマ娘 プリティーダービー Solo Vocal Tracks Vol.10 Twinkle Circle! in HAKODATE                       | オリィザ［ライスシャワー（石見舞菜香）］ | 「Hat on your Head！（PV Size）」 | ゲーム『ウマ娘 プリティーダービー』関連曲                                          |
| 2024年10月30日 | PoMPoMs 〜TVアニメ『菜なれ花なれ』キャラクターソングフルアルバム〜                                   | PoMPoMs | 「Cheer for you!」 | テレビアニメ『菜なれ花なれ』オープニングテーマ                                     |
| 2024年10月30日 | PoMPoMs 〜TVアニメ『菜なれ花なれ』キャラクターソングフルアルバム〜                                   | PoMPoMs | 「with」 「YOU for YOU」 | テレビアニメ『菜なれ花なれ』エンディングテーマ                                     |
| 2024年10月30日 | PoMPoMs 〜TVアニメ『菜なれ花なれ』キャラクターソングフルアルバム〜                                   | PoMPoMs | 「スロウスターター」 「FeverFestaFever!」 「花になれ」 | テレビアニメ『菜なれ花なれ』関連曲                                                 |
| 2025年1月26日  | Worlds Dye Star                                                                                      | シリウス、銀河座、Eden、劇団電姫 | 「Worlds Dye Star」 | ゲーム『ワールドダイスター 夢のステラリウム』関連曲                                |
| 2025年1月29日  | プリンセスコネクト！Re:Dive PRICONNE CHARACTER SONG 43                                               | ヤマト（ファイルーズあい）、ワカナ（石見舞菜香）、フブキ（花井美春） | 「バンディ・ラウディ・ショータイム！！」 | ゲーム『プリンセスコネクト！Re:Dive』挿入歌                                        |
| 2025年3月5日   | ゲームアプリ『ワールドダイスター 夢のステラリウム』Vocal Album Vol.5「シリウスの輝きのように Act-2」 | 鳳ここな（石見舞菜香）、カトリナ・グリーベル（天城サリー） | 「Friends Per Second」 | ゲーム『ワールドダイスター 夢のステラリウム』関連曲                                |
| 2025年3月5日   | ゲームアプリ『ワールドダイスター 夢のステラリウム』Vocal Album Vol.5「シリウスの輝きのように Act-2」 | 鳳ここな（石見舞菜香）、静香（長谷川育美） | 「Sweet Memories」 | ゲーム『ワールドダイスター 夢のステラリウム』関連曲                                |
| 2025年3月5日   | ゲームアプリ『ワールドダイスター 夢のステラリウム』Vocal Album Vol.5「シリウスの輝きのように Act-2」 | 鳳ここな（石見舞菜香）、静香（長谷川育美）、カトリナ・グリーベル（天城サリー)、新妻八恵（長縄まりあ）、柳場ぱんだ（大空直美）、流石知冴（佐々木李子） | 「Worlds Dye Star」 | ゲーム『ワールドダイスター 夢のステラリウム』関連曲                                |